# بند-اید
بند-اید (انگلیسی: Band-Aid) شرکت لوازم بهداشتی آمریکایی است، که در سال ۱۹۲۰ تأسیس شد.